# 高橋久美子 (作家)
高橋 久美子（たかはし くみこ、1982年4月10日 - ）は、日本の作家・作詞家。ロックバンド「チャットモンチー」の元ドラマー。

## 来歴
愛媛県出身。3人姉妹の次女で、妹は書道家として活動する高橋美佳。
愛媛県立川之江高等学校在校中から作詞を始める。鳴門教育大学に入学後軽音楽部に所属し、デイヴ・グロールやティコ・トーレスの影響を受けドラムを始める。
また、幼少時から教職に就くのが夢だったため、国語科の教員免許や図書館司書の免許を取得した。その後、同じ軽音楽部に入部してきた福岡晃子と知り合い、チャットモンチーのドラマーとして何回か勧誘されるが、教職への夢を捨てられず、また将来が保障されない音楽家という職業への懸念から誘いを断っていた。しかし、福岡から招待されたチャットモンチーのライブに足を運んだ際、アコースティックで演奏していた「橙」に感銘を受け、2003年からチャットモンチーのサポートメンバーとして活動、翌年4月4日に正規メンバーへ昇格した。
2005年、メジャー・デビューを機に上京。その後はチャットモンチーのドラマーとして活動する傍ら、2009年に画家の白井ゆみ枝らとともに「ヒトノユメ」を発足。詞・絵・建築の展覧会を開催。
2011年の春頃から「音楽に向かっていくパワーがなくなっている」「気持ちを偽りながら曲作りはできない」として脱退を考える。同年9月29日の徳島でのライブをもって正式に脱退。以降は東京カランコロン、ももいろクローバーZ、LAGOONなどへの楽曲提供、cinema staffの「小さな食卓」のショートフィルム脚本、前述の「ヒトノユメ」としての活動、エッセイや絵本・詩集の出版、各種イベントへの出演など作家・作詞家として精力的な活動を続けている。
2018年、チャットモンチーのラストライブとなった「こなそんフェス2018」のアンコールにサプライズ出演。Base Ball Bear、シュノーケルと共に「シャングリラ」を披露し、バンド脱退以来7年ぶりにステージでの演奏を披露した。

## 人物
愛称は「クミコン」。チャットモンチーではほかの2人より1学年上であるため、加入当初は橋本絵莉子から「くみこさん」と呼ばれていた。
中学・高校と吹奏楽部に所属してクラリネットを担当していたが、元々肺が弱く高校1年生の時から慢性的に肺炎を繰り返すようになりドクターストップが掛かり、止むを得ずパーカッションに転向した経歴を持つ。一方で肺活量は同年代女性の平均よりも高く、またチャットモンチーの3人のうち最高であることが後に判明した。
自他ともに認める低血圧。『親知らずを抜いた日は80／50だった』とも。
英検、漢字能力検定の準2級を取得していると自身が出演していた「ごごラジ!」で話している。
歴史関係の事柄が好きで、特に幕末を好む。最も影響を受けた人物は土方歳三。DVD『チャットモンチー レストラン デザート』では、織田信長の鎧を着て犬山城巡り、という企画を行っている。
大学時代はラーメン屋でバイトしていたことがある。
2016年に結婚。結婚式では”ミュージシャンの友達”と共に「バスロマンス」を演奏した。
2017年5月17日、『大相撲夏場所』の中継（NHK衛星第1）に和服姿でゲスト出演。

## 著書
- 詩画集「太陽は宇宙を飛び出した」（2010年、詩: 高橋久美子 / 絵: 白井ゆみ枝）
- 写真詩集「家と砂漠」（2012年、詩・短編小説: 高橋久美子 / 写真: 干田正浩、絶版）
- 歴史詩作本「高橋久美子が行く!第1回　小江戸川越　歴史詩作の旅」（2013年、文・詩: 高橋久美子）
- エッセイ「思いつつ、嘆きつつ、走りつつ、」（2013年、毎日新聞社刊）
- 写真集・詩作本「ヒトノユメと高橋久美子が行く!」（2013年、文・詩・朗読: 高橋久美子 / 絵: 白井ゆみ枝）
- ミニ絵本「明日のうさぎ」（2015年、文: 高橋久美子 / 絵: 高山裕子）
- 絵本「赤い金魚と赤いとうがらし」（2017年、文: 高橋久美子 / 絵: 福田利之）
- エッセイ「いっぴき」（2018年、ちくま文庫）
- エッセイ「捨てられない物」（2019年）
- 詩画集「今夜 凶暴だから わたし」（2019年、ちいさいミシマ社、文・詩: 高橋久美子 / 絵: 濱愛子）
- 小説集「ぐるり」（2021年、筑摩書房）[7]
- 「いい音がする文章 あなたの感性が爆発する書き方」（2025年、ダイヤモンド社）[8]

## ラジオ番組
- ごごラジ!（NHKラジオ第1放送　金曜パーソナリティ）2016年4月 ～ 2018年3月
- うたことば（NHKラジオ第1放送）2019年4月 ～ 2020年3月（隔週担当）[9][10]

## 楽曲提供
※チャットモンチー#ディスコグラフィーも参照。
- 足立佳奈
  - 「この夕日は誰かの朝日なんだ」（作詞）
- 泉茉里
  - 「わたし」（作詞）
- 上野優華
  - 「シナモンティー」「友達ごっこ」（作詞）
- Awesome City Club
  - 「Vampire」「エンドロール」（共作詞）
- 大原櫻子
  - 「夏のおいしいところだけ」「I am I」「未完成のストーリー」（作詞）
- NHK Eテレ『おかあさんといっしょ』
  - 「ごちそうサマー」（作詞）
- 乙女新党
  - 「雨と涙と乙女とたい焼き」（作詞）
- Kaco
  - 「あいそうろう」「たてがみ」「ミーナの水槽」（共作詞）
- カサリンチュ
  - 「セーターと三日月」（作詞）
- KANIKAPILA
  - 「筑後川」「夏の日の思い出」「トラブルメイカー」「青春の答え合わせ」（作詞）
- コアラモード.
  - 「革命前夜」（作詞）[12]
- 私立恵比寿中学
  - 「朝顔」「青い青い星の名前」「きゅるん」（作詞）
- 四星球
  - 「交換日記倶楽部 feat. 高橋久美子」（共作詞）
- SCANDAL
  - 「24時プラスの夜明け前」（作詞）
- 鈴木愛理
  - 「ハートはお手上げ」（作詞）
- スピラ・スピカ
  - 「スタートダッシュ」（共作詞）
- 住岡梨奈
  - 「Hello Yellow!」「マイフレンド」（作詞）
  - 「ケセランパサラン」（共作詞）
- たんこぶちん
  - 「唇はもっと」「闘うばい！」（作詞）
- たんこぶちん & Primember
  - 「蝉時雨ライダーズ」（映画『二度目の夏、二度と会えない君』劇中歌）（作詞）
- でんぱ組.inc
  - 「待ちぼうけ銀河ステーション」（作詞）
- 東京カランコロン
  - 「泣き虫ファイター」（作詞）
- ばってん少女隊
  - 「無敵のビーナス」（作詞）[13]
- 原田知世
  - 「銀河絵日記」「2月の雲」「冬のこもりうた」（作詞）
- 番匠谷紗衣
  - 「ここにある光」「自分だけの空」（共作詞）
- フィロソフィー
  - 「Clap your hands」（作詞）[14]
- 布袋寅泰
  - 「Parade」（作詞）
- POLU
  - 「ミズイロ」「新色」（作詞）
- 前川清
  - 「修羅シュシュシュ!」（作詞）
- Machico
  - 「1ミリ Symphony」「Do You Believe in Magic?」
- MiChi
  - 「STARTING OVER」（日本語部分作詞）
  - 「HEART BEAT」（作詞）
- ももいろクローバーZ
  - 「空のカーテン」「Sweet Wanderer」（作詞）
- LAGOON
  - 「Shout it out!!」「KNOCKED-OUT BOY」（共作詞）
  - 「二人がほしかったもの」（作詞）
- ロッカジャポニカ
  - 「タンバリン、凛々」（作詞）
- 渡辺美優紀
  - 「りんご麗し 実りの季節」（作詞）
- TVアニメ『クラシカロイド』第二シリーズ・第二話劇中歌
  - 「無敵のソナタ ～交響曲第7番より～」（作詞）
- イルローザ「マンマローザ」イメージソング
  - 「幸せほっぺのマンマローザ」（作詞監修・トータルプロデュース）